# Skleněný zvěřinec (film)
Skleněný zvěřinec (v anglickém originále The Glass Menagerie) je americký dramatický film z roku 1987, který režíroval Paul Newman. Jedná se o adaptaci stejnojmenné divadelní hry Tennesseeho Williamse z roku 1944, která vznikla na Williamstown Theatre Festivalu a poté byla přenesena do divadla Long Wharf Theatre v New Havenu ve státě Connecticut. Film je čtvrtou adaptací této Williamsovy hry (po celovečerním filmu z roku 1950 a televizních filmech z let 1966 a 1973). Byl uveden na filmovém festivalu v Cannes a na Mezinárodním filmovém festivalu v Torontu v roce 1987, poté měl 23. října 1987 premiéru v New Yorku. Je to také poslední film, který Newman režíroval.

## Děj
Tom Wingfield uvádí film jako vzpomínkovou hru, která vychází z jeho vzpomínek na rozčarovanou a pomatenou matku Amandu a její plachou, zmrzačenou dceru Lauru. Amandin manžel rodinu dávno opustil a její vzpomínky na časy, kdy byla gentlemanskou jižanskou kráskou obklopenou oddanými krasavci, jsou možná více romantizované než skutečné. Tom je ambiciózní spisovatel, který pracuje ve skladu, aby uživil rodinu, a banalita a nuda každodenního života ho vede k tomu, že většinu volného času tráví sledováním filmů v místních kinech v kteroukoli noční hodinu. Amanda je posedlá hledáním vhodného „gentlemana na zavolání“ pro Lauru, která většinu času tráví se svou sbírkou skleněných figurek zvířat. Aby Tom matku uklidnil, přivede nakonec domů na večeři Jima O'Connora, ale komplikace nastanou, když si Laura uvědomí, že je to muž, kterého milovala na střední škole a na kterého od té doby myslela. Ten zmaří její naděje na společnou budoucnost, když jí oznámí, že se zasnoubil. Rozzuřená Amanda se na syna oboří, že v něm vzbudil sestřiny naděje, a Tom odjíždí, aby se k rodině už nikdy nevrátil.